# Jesús Ruiz (cineasta)
Jesús Ruiz es un director y guionista de cine español. 
Posee una licenciatura en Ciencias de la Información (Imagen y Sonido). Entre 1980 y 1986 dirigió 11 cortos en Super-8, de entre los cuales Toda tú eres mi culito fue seleccionado para su proyección en el Ciclo de 1991 Cortometraje Español de los Ochenta de la Filmoteca Española. 
En 1989 dirige junto a Gracia Querejeta y Nacho Pérez de la Paz el documental El Viaje del Agua, ganando el premio Goya al mejor cortometraje de ficción en 1990.
También ha sido secretario de dirección en proyectos como Martín (1988), mediometraje de Julio Medem , El aliento del diablo (1993), de Paco Lucio, Historias del Kronen (1995), de  Montxo Armendáriz, Éxtasis (1995) de Mariano Barroso y Martín (Hache) (1997), de Adolfo Aristarain, entre otros.
También ha dirigido dos largometrajes junto con Nacho Pérez de la Paz: Marta y alrededores (1999), y La mirada violeta (2004), siendo también ambos los autores de los correspondientes guiones.